# エーテル (化学)

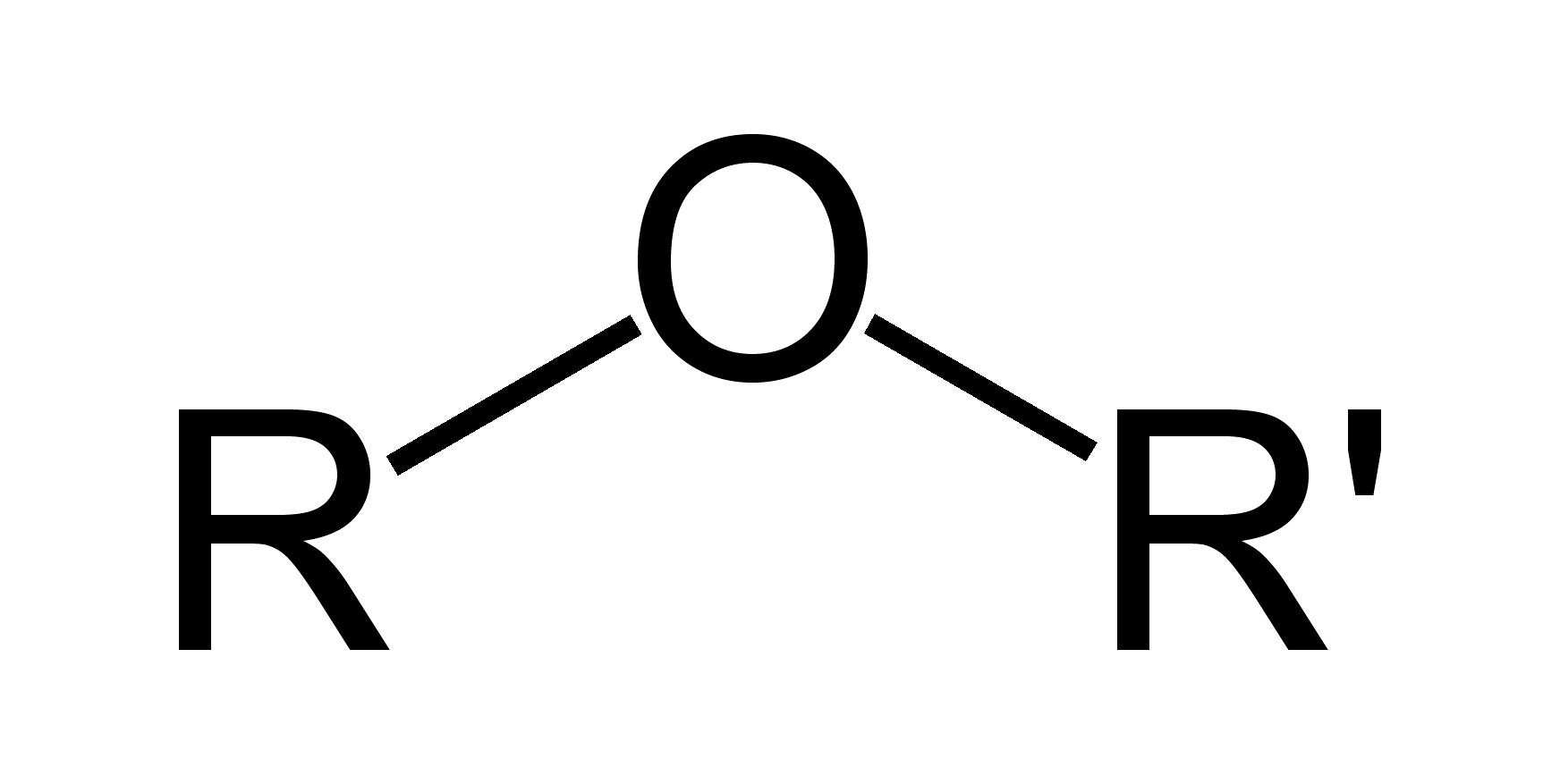
エーテルの一般構造式

エーテル（オランダ語: ether）は、有機化合物の分類のひとつで、構造式を R−O−R'（R, R' はアルキル基、アリール基などの有機基、O は酸素原子）の形で表される化合物を指す。また、エーテルに含まれる −O− の部分をエーテル結合という。また、溶媒としてのジエチルエーテルを単にエーテルということも多い。

## 概要
ジエチルエーテルが発見された際に、その高い揮発性を「地上にあるべきではない物質が天に帰ろうとしている」と解釈されたことから、古来天界の物質として考えられていたエーテルの名を援用して名付けられた。
なお、高揮発性の低沸点石油留分が名称の由来と同一発想で「石油エーテル」と命名され、実務分野ではそのまま定着しているが、石油エーテルは炭化水素のみで構成され化学種のエーテルを含んでいない。
日本においては、尾澤豊太郞がエーテルの製造に初めて成功した。

## 命名
IUPAC命名法のうち、使用頻度の高いものを示す。
1. アルカンがアルコキシ基 (RO-) で置換されたとみなす方法（CH3-O-CH2CH3 = メトキシエタン）置換命名法
2. エーテル結合上の2個の有機基の名称の後ろに「エーテル」と置く方法（CH3-O-CH2CH3 = エチルメチルエーテル）基官能命名法

## 環状エーテル

エチレンオキシド

テトラヒドロフラン

環状の炭化水素の炭素が酸素で置換された構造を持つエーテルは環状エーテルと呼ばれるが、エチレンオキシドのような三員環のものは反応が興味深く有用なものが多いのでこのような構造を持つ化合物を特にエポキシドと呼ぶ。ほか、四員環、五員環、六員環の環状エーテルは順に オキセタン、テトラヒドロフラン (THF)、テトラヒドロピラン (THP) と呼ばれる。
他に、クラウンエーテルと呼ばれる特殊な環状エーテルがある。これは中～大環状アルカン（シクロアルカン）の炭素が2個おきに酸素に置換されているものである。

## 物性、用途
酸素が非共有電子対を持つことから、ルイス塩基性、水素結合受容性を示す。
ジエチルエーテル、テトラヒドロフラン (THF) などは、多くの有機化合物をよく溶かし化学的に比較的安定であるため、非プロトン性溶媒としての用途が多い。グリニャール試薬、有機リチウムなどを取り扱う際によく用いられる。これらは水と若干混和するので、抽出操作に利用する際は留意が必要である。

## 合成法
対称エーテルは、酸触媒の存在下にアルコールの分子間脱水縮合で得られる。
{\displaystyle {\ce {2 R-OH + H^+ -> R-O-R + H2O + H^+}}}
また非対称エーテルはアルコキシドと有機ハロゲン化合物を縮合させるウィリアムソン合成によって得られる。
{\displaystyle {\ce {R-X + R'-O^- -> R-O-R' + X^-}}}{\displaystyle ({\rm {X=Cl,Br,I,}}} {\displaystyle {\ce {OSO2R''}}}{\displaystyle etc.)}
両反応とも、R基のβ位に水素がある場合、塩基の作用で脱離反応が併発してオレフィンが副生物となることがある。
アルコールの共存下、オレフィンに求電子剤を作用させると求電子的付加反応によりエーテルが得られる。
{\displaystyle {\ce {R-CH=CH2 + I2 + R'-OH -> R(R'O)CH-CH2I}}}

## 反応
エーテル結合は化学的には比較的安定であるがハロゲン化水素やルイス酸により開裂し、ハロゲン化アルキルとアルコールとなる。
{\displaystyle {\ce {R-O-R' + HX -> R-X + R'-OH}}}
脂肪族のエーテルは特に、酸素の作用によりゆっくりと過酸化物に変わる（自動酸化）。この酸化反応を防ぐため、市販のジエチルエーテルや THF には通常、ジブチルヒドロキシトルエン (BHT) などの酸化防止剤が添加されている。
{\displaystyle {\ce {R-O-R' + [O] -> R-O-O-R'}}}

## ポリエーテル
複数のエーテル部分構造を含む化合物はポリエーテルと呼ばれる。これには高分子化合物（ポリマー）であるポリエチレングリコールやポリプロピレングリコールなどが含まれる。接頭辞「ポリ」は「多」の意であり、多数のエーテル結合を持つ化合物であれば、高分子ではないクラウンエーテル、あるいは海洋産天然物であるシガトキシンやオカダ酸などもポリエーテルと呼ばれる。

## 関連化合物
エーテル結合を作っている酸素を硫黄で置換した化合物群 (R−S−R') も存在し、スルフィド（チオエーテル）という。他の16族元素についても同様に、セレニド (R−Se−R')、テルリド (R−Te−R') と呼ばれる化合物群が知られる。これらもまた、ウィリアムソン合成に準じた方法で得られる。

## 主なエーテル
- ジメチルエーテル
- エチルメチルエーテル
- ジエチルエーテル
- ジフェニルエーテル
- エチレンオキシド
- テトラヒドロフラン (THF)
- フラン
- 1,4-ジオキサン
- アニソール
- ベンゾフラン
- ジベンゾフラン
- クラウンエーテル